# Ekebo
Ekebo är ett dansställe invid riksväg 13 mellan Munka-Ljungby och Össjö i Ängelholms kommun. Ekebo skapades 1965 av nöjespappan Bertil Johnsson, född 15 september 1917, död 16 oktober 2008. Han var med och drev dansstället även efter fyllda 90 år. VD i företaget är nu sonen Bengt-Åke Johnsson.
Idag är Ekebo en av Sveriges största privata nöjesanläggningar med flera scener och lokaler för mogendans, popdansband, diskotek och shower. Här ordnas också mässor, utställningar och konferenser. Sedan 1996 anordnas i början av juli månad varje år en av Sveriges större dansfestivaler här, Ekebo-Festivalen.

## Ekebofestivalen

### 2020
Torsdag den 2 juli.
- Matz Bladhs
- Pex And The Boys
- Drängarna
- Kuselofte

Fredag den 3 juli.
- Pex And The Boys
- Tomas & Tomaz
- Barbados
- Sannex
- Donnez
- Black Jack
- The Playtones
- Blyga Läppar

Lördag den 4 juli
- Lasse Stefanz
- Grönwalls
- Danne Stråhed
- Skånska Maffian
- Callinaz
- Jannez
- Sannex
- Perikles
- TT Grace